# Disa zimbabweensis
Disa zimbabweensis är en orkidéart som beskrevs av Hans Peter Linder. Disa zimbabweensis ingår i släktet Disa och familjen orkidéer. Inga underarter finns listade i Catalogue of Life.